# TBN 음악앨범
TBN 음악앨범은 TBN 부산교통방송(FM 94.9MHz)에서 주말 아침 9시부터 오전 10시 55분까지 방송했던 부산권 지역의 주말 라디오 음악 프로그램이다. 2022년 10월 23일 자로 25년만에 폐지되었다.

## 매일소개
- 주디네 수다방 - 비밀 보장(?) 주디와의 수다방

### 토요일 코너
- 최신 팝 가이드
- Back To The Chart : DJ 김현민 (차트 읽어주는 남자 차일남씨)

### 일요일 코너
- 선곡배틀, 골라보Song! : MC와 작가, PD의 선곡대결
- 모닝 콘서트 : 가수 양선호 / 재즈 보컬 문수진
- 모닝 북 콘서트 : 우동준 작가